# Dave Robinson
Richard David „Dave“ Robinson (* 3. Mai 1941 in Mount Holly Township, New Jersey) ist ein ehemaliger US-amerikanischer American-Football-Spieler. Er spielte als Linebacker in der National Football League (NFL) bei den Green Bay Packers und den Washington Redskins.

## Spielerlaufbahn

### Collegekarriere
Dave Robinson wurde in New Jersey geboren, wo er an der High School als Basketballspieler aktiv war und dreimal die Staatsmeisterschaft gewann. Nach seinem Schulabschluss studierte er an der Pennsylvania State University Bauingenieurwesen und spielte College Football für die Penn State Nittany Lions von 1960 bis 1962 als Defensive End und End. 1961 gewann Robinson mit seiner Mannschaft mit einem 30:15-Sieg den Gator Bowl gegen das Georgia Institute of Technology. 1962 musste er sich mit seinem Team im Gator Bowl der Mannschaft der University of Florida mit 17:7 geschlagen geben. Trotz der Niederlage wurde er nach dem Spiel zum MVP ernannt. Im selben Jahr wurde Robinson zum All American gewählt. Sein College zeichnete ihn für seine sportlichen Leistungen dreimal aus.

### Profikarriere
David Robinson wurde im Jahr 1963 von den Green Bay Packers in der ersten Runde an 14. Stelle in der NFL Draft ausgewählt. Auch die San Diego Chargers aus der American Football League (AFL), einer Konkurrenzliga der NFL, zogen ihn in der AFL Draft in der dritten Runde an 17. Stelle. Interesse an einer Verpflichtung von Robinson hatten auch die Montreal Alouettes aus der Canadian Football League (CFL). Robinson war schon im Begriff einen Vertrag bei den Chargers zu unterschreiben, als er mitbekam, dass diese ihn unmittelbar nach seiner Verpflichtung an die Buffalo Bills abgeben wollten. Da ihm die klimatischen Bedingungen in Buffalo nicht zusagten, entschloss er sich einen Vertrag bei den von Vince Lombardi betreuten Green Bay Packers zu unterschreiben. Lombardi setzte Robinson als Linebacker in der Defense der Mannschaft ein. Die Packers waren der amtierende NFL-Meister und hatten zahlreiche Spitzenspieler in ihren Reihen. Erst in den Jahren 1964 und 1965 konnte sich Robinson die Stammposition sichern.
Im dritten Spieljahr gelang es Robinson seinen ersten NFL-Titel zu gewinnen. Die Packers spielten im Endspiel gegen die Cleveland Browns und die Mannschaft aus Cleveland unterlag mit 23:12. Auch die nächsten beiden Spieljahre sollten für Robinson jeweils mit dem Gewinn des NFL-Titels enden. 1966 schlug Robinsons Team im Endspiel die Dallas Cowboys mit 34:27. Robinson hatte am Sieg seiner Mannschaft maßgeblichen Anteil. Kurz vor der eigenen Endzone zwang er den Quarterback der Cowboys, Don Meredith, zu einer folgenschweren Interception, die letztendlich den Vorsprung der Packers sicherte. Nach der Regular Season 1967 gingen im NFL-Endspiel, der als Ice Bowl in die Geschichte des Footballsports eingehen sollte, die Cowboys erneut als Verlierer vom Platz. Bei widrigsten Umständen, das Spiel wurde bei −25 Grad Celsius und bei mit Eis bedeckter Spielfläche ausgetragen, lagen die Packers bis kurz vor Spielende mit 17:14 in Rückstand. Wenige Sekunden später setzte Bart Starr mit Jerry Kramer und Ken Bowman als Vorblocker überraschend zu einem Lauf an und konnte so den Spielball zum entscheidenden Touchdown in die Endzone der Cowboys tragen. Beide Spiele bedeuteten für die Mannschaft von Robinson jeweils den Einzug in das AFL-NFL World Championship Game. Das Championship Game zwischen den noch getrennt agierenden Ligen American Football League (AFL) und der NFL sollte später in Super Bowl umbenannt werden. Im Super Bowl I trafen die Packers auf die Kansas City Chiefs, die mit einer 35:10-Niederlage den Platz verlassen mussten. Ein Jahr später wurden im Super Bowl II die Oakland Raiders mit 33:14 besiegt. Robinson gelang es im Spiel einen Fumble zu sichern. Nach dem zweiten Super-Bowl-Sieg verließ Lombardi die Mannschaft aus Wisconsin, die danach nicht mehr an die großen Leistungen der Vorjahre anschließen konnte. Lediglich im Jahr 1972 gelang Robinson mit den Packers nochmals der Einzug in die Play-offs, wo man allerdings frühzeitig an den Washington Redskins scheiterte. Nach zwei weiteren Spieljahren bei der Mannschaft aus Washington, D.C. beendete Robinson seine Profilaufbahn.

## Nach der Spielerlaufbahn
Dave Robinson arbeitete in der spielfreien Zeit und nach seiner Spielerlaufbahn als Ingenieur bei den Firmen Campbell Soup Company und Joseph Schlitz Brewing Company, bevor er sich 1984 mit einer Vertriebsgesellschaft für Brauereiprodukte selbständig machte. Nachdem er sich aus der Geschäftsleitung der Firma teilweise zurückgezogen hatte, arbeitete er für eine Firma die Kunstrasen herstellt. David Robinson ist zudem Vorstandsmitglied der Pro Football Hall of Fame.

## Ehrungen
Robinson spielte dreimal im Pro Bowl und wurde viermal zum All Pro gewählt. Er ist Mitglied in der Green Bay Packers Hall of Fame, in der College Football Hall of Fame, in der Gator Bowl Hall of Fame und im NFL 1960s All-Decade Team. Im Jahr 2013 erfolgte die Aufnahme in die Pro Football Hall of Fame.

## Quelle
- Chuck Carlson, Game of My Life: 25 Stories of Packers Football, Sports Publishing LLC, 2004, ISBN 978-1-58261-814-2
- Bob Berghaus, Black and Blue: A Smash-Mouth History of the NFL's Roughest Division, Clerisy Press, 2008, ISBN 978-1-57860-320-6